# 1806
1806 (MDCCCVI) je bilo navadno leto, ki se je po gregorijanskem koledarju začelo na sredo, po 12 dni počasnejšem julijanskem koledarju pa na ponedeljek.

## Dogodki
- 14. oktober - Napoleon v bitki pri Jeni porazi prusko vojsko

## Rojstva
- 21. marec - Benito Juárez, mehiški državnik, predsednik Mehike († 1872)
- 31. marec - Thomas Penyngton Kirkman, angleški matematik († 1895)
- 11. april - Frédéric Le Play, francoski rudarski inženir, sociolog († 1882)
- 20. maj - John Stuart Mill, angleški filozof († 1873)
- 27. junij - Augustus De Morgan, škotski matematik, logik, filozof († 1871)
- 24. september - Omer paša Latas, osmanski feldmaršal in guverner  († 1871)
- 25. oktober - Max Stirner, nemški filozof († 1856)

## Smrti
- 23. avgust - Charles Augustin de Coulomb, francoski fizik (* 1736)
- 9. oktober - Benjamin Banneker, afriškoameriški astronom, matematik, urar, izumitelj, pisatelj, založnik (* 1731)